# Rue Fort-Notre-Dame
La rue Fort-Notre-Dame est une voie marseillaise située dans les 1er et 7e arrondissements de Marseille.

## Situation et accès
La rue démarre sur le Vieux-Port à hauteur du quai de Rive-Neuve et à proximité de la place aux Huiles, accessible aussi par un escalier débouchant sur le cours Honoré-d'Estienne-d'Orves. Elle entame une montée en ligne droite en croisant à mi-chemin la rue Sainte et se termine place de la Corderie où se croisent le boulevard de la Corderie, la rue Grignan ainsi que le boulevard Notre-Dame qui la prolonge jusqu’à Vauban et la basilique Notre-Dame-de-la-Garde.

## Origine du nom
La rue doit son nom au premier fort de la colline Notre-Dame, construit par François Ier en 1524 à cet emplacement.

## Historique
Au XIIe siècle se trouvait, partie basse, le couvent des Bernardines réformées. 

En 1622, les moniales cisterciennes de Sainte-Catherine d'Annecy se placèrent sous la direction de François de Sales et s'installèrent à Rumilly prenant le nom de Bernardines. La fondatrice, mère Louise-Blanche du Ballon, établie à Toulon, s'installe à Marseille, le 18 février 1637. Elle ouvrit deux monastères rue du Petit-Puits et quai de Rive-Neuve ; celui-ci deux ans plus tard au lieu-dit Jardin du Roi. Les Bernardines quittent en 1741, à la suite de l'agrandissement de l'arsenal, pour s'établir au couchant du Plan Saint-Michel où était situé le premier jardin botanique (actuel cours Julien).
Elle s’appelait auparavant et successivement « rue des Bernardines » pour la partie basse et « rue du Portail » pour la partie haute de 1717 à 1774, puis « rue Fort de la Garde » sous la Révolution ainsi que « rue de la Construction » en 1860.
La rue est classée dans la voirie de Marseille le 28 mai 1859.

## Bâtiments remarquables et lieux de mémoire
Au numéro 39 se trouvait un ancien marchand de matériaux, pour la maçonnerie. En sous-sol, subsistent de vastes cuves aménagées lors de la construction de l'arsenal des galères. Silos
à grains et à huile dont les parois de 3 mètres sur 4 mètres, sommet voûté, sont recouverts de carreaux vernissés rouge foncé. Abandonnés vers 1725-1726, peut-être utilisés, début XIXe siècle, par les huileries, ils sont redécouverts, en 1948. Une cinquantaine de ces silos se trouvaient encore dans les sous-sols des maisons rue Sainte, angle rue de la Taulière. Ils ont été détruits en 1999, lors des fondations des immeubles construits en ce lieu.